# Maximilian Baillet von Latour
Karl Anton Maximilian Joseph Graf Baillet von Latour (frc. comte de Baillet et de la Tour) (14. prosince 1737 na zámku Latour u Virtonu – 22. července 1806 Vídeň) byl tajným radou a generálem kavalérie.

## Život
Hrabě Maximilian Baillet z Latour pocházel z lucemburského šlechtického rodu, který již od 15. století často vstupoval do vojenských služeb burgundských vévodů a později španělských i rakouských Habsburků. Karel VI. rodinu v roce 1719 povýšil do hraběcího stavu Rakouského Nizozemí a Marie Terezie udělila roku 1744 Maximilianovu otci, hraběti Janu Křtiteli Bailletovi z Latour také hraběcí stav pro rakouské dědičné země. Maximilian vstoupil roku 1755 do pěšího pluku Salm-Salm. Účastnil se sedmileté války a v bitvě u Kolína se vyznamenal a byl povýšen na kapitána pěchoty (Hauptmann). V roce 1767 byl povýšen do hodnosti majora (Oberstwachtmeister) a v roce 1769 se stal podplukovníkem (Oberstleutnant). V roce 1772 se stal plukovníkem (Oberst) a v roce 1782 byl povýšen do hodnosti generálmajora (General-Feldwachtmeister). Po povýšení působil jako velitel v haličském městě Wieliczka u polských hranic.
V roce 1787 byl převelen do Rakouského Nizozemí. Zde byl roku 1788 jmenován lucemburským zemským maršálkem. V roce 1790 byl povýšen do hodnosti polního podmaršálka (Feldmarschall-Leutnant) a stal se majitelem pluku.
Od roku 1792 se účastnil války první koalice. Bojoval v Nizozemí, u Rýna a v jižním Německu. Účastnil se bitvy u Fleurus. Roku 1795 velel armádě při Mohanu a Neckaru a zatlačil Francouze až k Mannheimu, který dobyl. V roce 1795 byl vyznamenán řádem Marie Terezie. Následujícího roku byl poražen v bitvě u Biberachu. Ve stejném roce (1796) byl povýšen do hodnosti General-Feldzeugmeister (generál pěchoty a dělostřelectva) a stal se rakouským zástupcem na kongresu v Rastattu. Od roku 1797 byl zemským vojenským velitelem ve spojené korunní zemi Morava a Slezsko a současně byl jmenován tajným radou.